# Костянтин Дука (співімператор)
Костянтин Дука (*Κωνστάντιος Δούκας, 1060 — 18 жовтня 1081) — візантійський співімператор у 1060—1078 роках. Відомий також як Костянтин XI, але самостійно правив лише декілька днів, тому низка дослідників не рахують його за самостійного імператора.

## Життєпис
Походив з династії Дук. Другий син імператора Костянтина X та Євдокії Макремболітіси. Народився 1060 року. Невдовзі оголошений порфірогенетом та співімператором батька. Костянтин зберіг свій титул після смерті батька: за регентства матері, правління її другого чоловіка Романа IV Діогена у 1068—1071 років та брата Михайла VII (з 1071 року).
Мало впливав на державні справи, більше приділяв уваги походам проти сельджуків, невдовзі уславившись своєю звитягою. Спільно з Олексієм Комніном завдав поразки заколотникові Іоанну Бриєннію біля Космідіона (неподалік столиці імперії).
Підтримував брата в боротьбі проти Никифора Вотаніата. 31 березня 1078 року Михайло VII зрікся влади на користь Костянтина Дуки. Останній намагався організувати спротив Вотаніату, але знать і духівництво виступили проти Дуки. Через декілька днів Костянтин Дука втратив владу. Його було заслано до монастиря на Принцевих островах у Мармуровому морі.
У 1081 році після сходження на трон Олексія I Комніна отримав свободу на призначення на чолі війська, що діяла в Фессалії. Того ж року разом з імператором брав участь у битві при Діррахіумі проти норманів на чолі із Робером Гвіскаром. Візантійці зазнали нищівної поразки, а Костянтин Дука загинув.